# Форж (Де Севр)
Форж (фр. Forges) насеље је и општина у западној Француској у региону Поату-Шарант, у департману Де Севр која припада префектури Партне.
По подацима из 2011. године у општини је живело 126 становника, а густина насељености је износила 11,88 становника/km². Општина се простире на површини од 10,61 km². Налази се на средњој надморској висини од 196 метара (максималној 197 m, а минималној 154 m).

## Демографија
| 1962. | 1968. | 1975. | 1982. | 1990. | 1999. | 2011. |
| ----- | ----- | ----- | ----- | ----- | ----- | ----- |
| 143   | 171   | 142   | 130   | 141   | 111   | 126   |

График промене броја становника у току последњих година